# Кавказ (система связи)
«Кавказ» — система специальной радиотелефонной подвижной связи долговременной криптостойкости. Применяется для обеспечения защищённой связью руководителей силовых структур, министерств и ведомств, руководителей всех ветвей власти, включая высших руководителей государства.
Модернизация и обслуживание системы осуществляется ФГУП МТУ «Альтаир» (ныне АО «МТУ „Альтаир“»). В составе системы насчитывается не менее семи подсистем различного назначения, имеющих индексы от «Кавказ-1» до «Кавказ-7».
По неподтверждённым официально сведениям, подсистемы имеют следующее назначение:
- «Кавказ-1» — стационарная сеть связи со службой специального коммутатора, обеспечивающая автоматическую междугородную телефонную и документальную связь с возможностью выхода абонентов на:
  - полевую сеть;
  - сети связи с подвижными объектами;
  - правительственную городскую АТС московской зоны.
- «Кавказ-2» — полевая сеть связи, реализованная на мобильных средствах и предназначенная для организации телефонной и документальной связи в звене «Ставка-фронт-армия».
- «Кавказ-3» — сети коротковолновой и ультракоротковолновой радиосвязи и спутниковой связи с большими (самолёт, поезд, корабль) и малыми (автомобиль, вертолёт, катер) подвижными объектами.
- «Кавказ-4» — сеть ультракоротковолновой радиосвязи с малыми подвижными объектами в Москве и Московской зоне.
- «Кавказ-5» — сеть автоматической городской телефонной связи в Московской зоне.
- «Кавказ-6» — перевозимый узел связи для обеспечения закрытой и открытой правительственной связью высших руководителей при их пребывании в зарубежных странах, с комплексным использованием каналов проводной, коротковолновой и спутниковой связи.
- «Кавказ-7» — постоянно действующий защищённый канал телекодовой связи с целью незамедлительного доведения информации о ядерном нападении до спецабонентов (главы государства, министра обороны, начальника Генштаба) независимо от их местонахождения и трансляции в систему централизованного боевого управления принятого решения (санкции) на организацию ответных действий (применение ракетно-ядерного оружия), см. «ядерный чемоданчик».